# 1269
1269 (MCCLXIX) fue un año común comenzado en martes del calendario juliano.

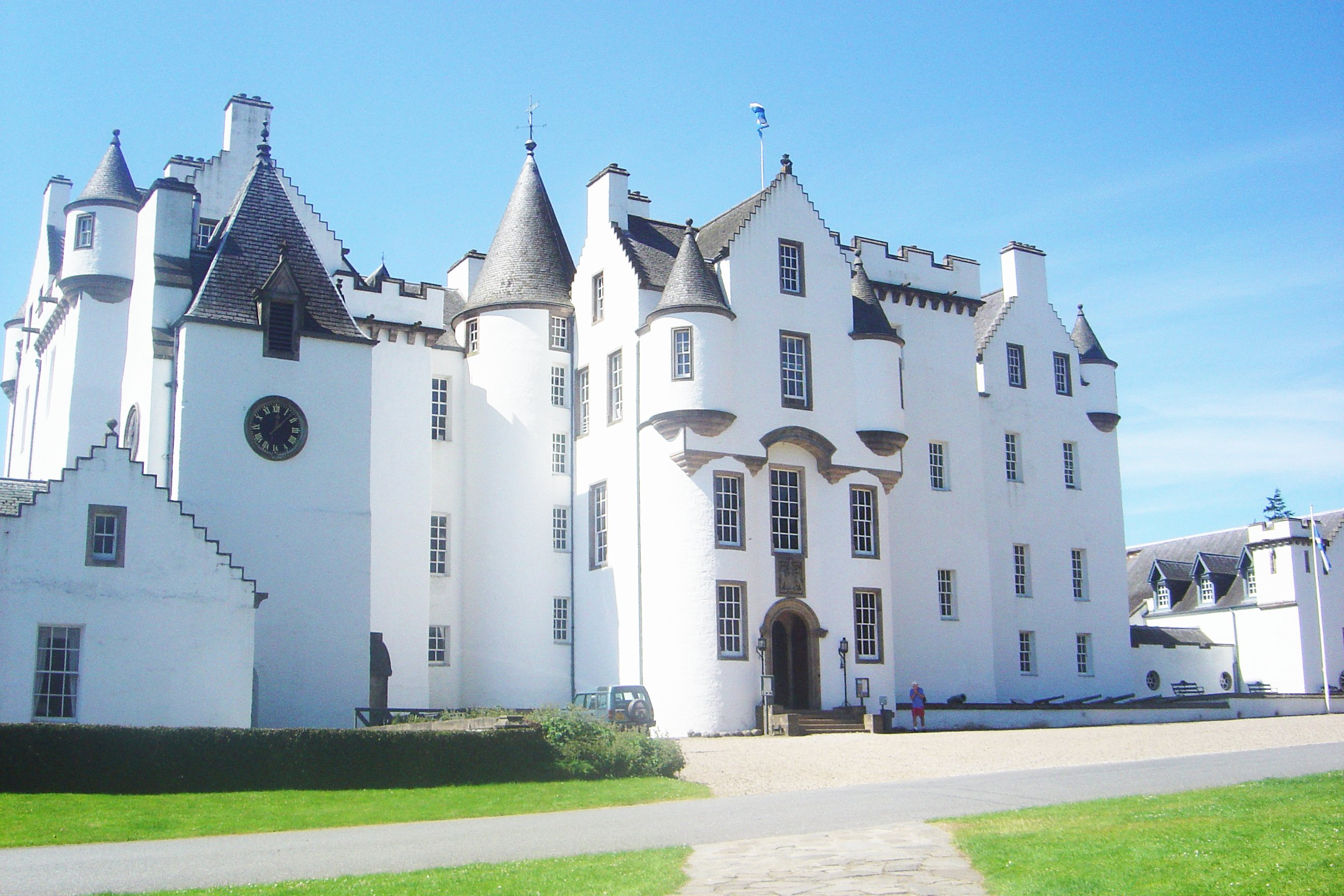
Castillo de Blair.

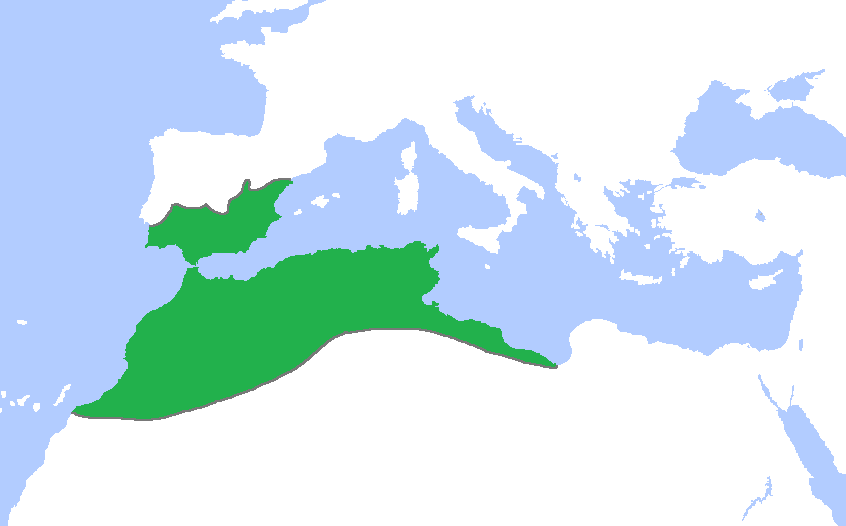
Máxima extensión del Imperio Almohade, hacia 1200.

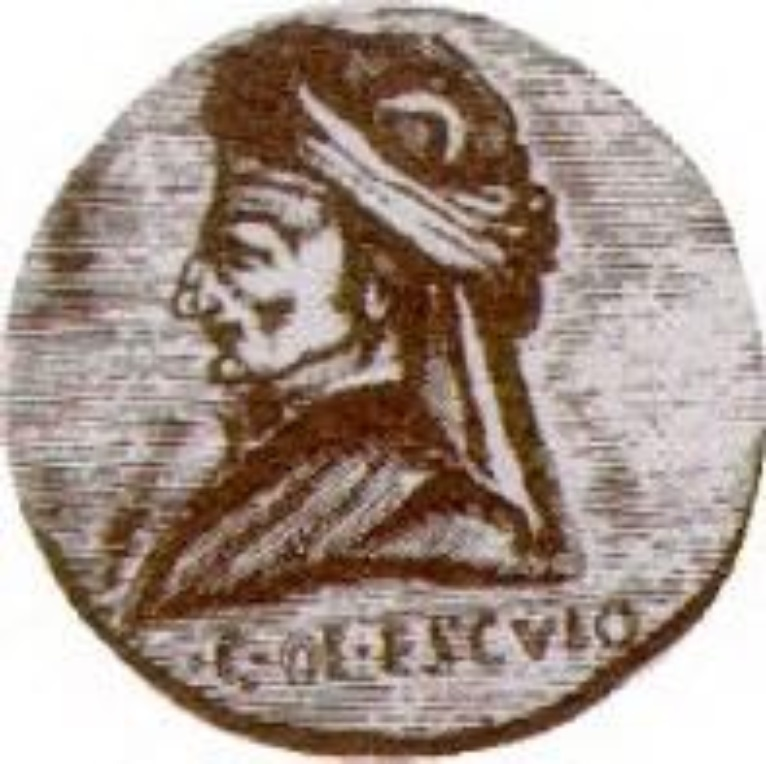
Cecco d'Ascoli.

## Acontecimientos

### Europa
- 19 de junio: El rey Luis IX de Francia impone una multa de diez libras de plata a todo aquel judío que no porte en público el identificador amarillo.
- El rey Otakar II de Bohemia hereda parte de Carintia y Carniola, convirtiéndose en el príncipe más poderoso del Sacro Imperio Romano Germánico. Al no tener en el momento emperador, Otakar se convierte en uno de los hombres más poderosos de toda Europa.
- Peter Peregrinus de Maricourt escribe el primer tratado existente para las propiedades de imanes.
- Se inicia en Perthshire (Escocia) la construcción del castillo de Blair.

### África
- Fin del Imperio Almohade, el cual llegó a abarcar el Norte de África y la península ibérica, tras el asesinato en Marrakesh del último califa de la dinastía, Idris II.
- Los benimerines conquistan Marruecos, tras la caída de los almohades.

### Asia
- 14 de mayo: En Cilicia (Anatolia, en la actual Turquía), un terrible terremoto de 7,0 y con epicentro al noreste de la ciudad de Adana mata a 60.000 personas en todo el país.
- El alfabeto de 'Phags-pa se convierte en el sistema de escritura oficial del Imperio Mongol.
- El Patriarca Ortodoxo de Antioquía regresa a Antioquía después de un exilio de 171 años, durante el cual había sido sustituido por el Patriarca Latino de Antioquía.
- Los mamelucos toman La Meca.

## Nacimientos
- Cecco d'Ascoli, poeta, médico, astrónomo, maestro y filósofo italiano (f. 1327)
- Felipe de Artois, señor de Conches, Nanocourt y Damfront (f. 1298).
- Huang Gongwang, pintor chino (f. 1354).

## Fallecimientos
- Ponce IV de Ampurias, conde de Ampurias (n. 1205).
- Oberto Pallavicino, noble italiano (n. 1197).
- Saionji Saneuji, poeta japonés (n. 1194).